# Emil Szramek
Blahoslavený Emil Szramek (29. září 1887, Tworków – 13. ledna 1942, koncentrační tábor Dachau) byl polský římskokatolický duchovní, oběť nacistického režimu. Katolickou církví je uctíván jako blahoslavený mučedník a jeho liturgická památka připadá na 9. červenec.

## Život
Narodil se do rodiny chalupníka Augusta Szramka a jeho manželky Josefy, rozené Kandziora. Základní školu absolvoval v rodném Tworkówě, gymnázium v Ratiboři. Následně studoval teologii na univerzitě ve Vratislavi. Dne 22. června 1911 jej kardinál Georg von Kopp vysvětil na kněze. Působil pak postupně jako kaplan v několika farnostech a v letech 1918–1924 navíc působil jako redaktor periodika Głosy znad Odry.
V roce 1922 byla zřízena Hornoslezská apoštolská administratura, jejíž hlavou byl jmenován ct. August Hlond. Ten povolal Emila Szramka do úřadu kancléře její kurie. Po přetvoření administratury na samostatnou diecézi se sídlem v Katovicích byl Szramek jmenován kanovníkem katedrální kapituly a od roku 1926 rovněž spravoval farnost při katovickém kostele Neposkvrněného početí Panny Marie. Jako kněz byl znám svou velkou otevřeností a tolerancí. Byl rovněž jedním z iniciátorů zřízení katovické Slezské knihovny. Roku 1934 publikoval knihu Śląsk jako problem socjologiczny (Slezsko jako sociologický problém). Tušil, že se blíží těžké časy a tak těsně před vypuknutím druhé světové války sepsal závěť, ve které odkázal veškerý svůj majetek k rozdání.
Od počátku nacistické okupace Polska byl sledován gestapem. Byla mu nabízena možnost odchodu do exilu, nechtěl však opustit svou vlast a svou farnost. Dne 8. dubna 1940 byl zatčen. Krátce byl držen v Mauthausenu, odkud byl 8. prosince 1940 transportován do Dachau. Mezi spoluvězni měl přirozenou autoritu a snažil se je i sebe povzbuzovat, takže se i ke svým věznitelům chovali s důstojností a mírem. V lednu roku 1942 zemřel na následky polévání ledovou vodou na lágrové ošetřovně.

## Beatifikace
Beatifikován byl papežem sv. Janem Pavlem II. dne 13. června 1999 ve Varšavě ve skupině 108 polských mučedníků z období druhé světové války.